# Revolutie van de 28ste mei

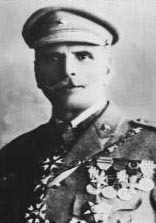
Manuel de Oliveira Gomes da Costa

De Revolutie van de 28ste Mei of Nationale Revolutie (Portugees: Revolução de 28 de Maio de 1926 of Revolução Nacional) was de revolutie die in mei 1926 in Portugal plaatsvond waarmee militairen in Portugal de macht overnamen. De leiders van de revolutie schaften de Eerste Portugese Republiek af en installeerden de Ditadura Nacional (Nationale Dictatuur).

## Aanleiding
De aanleiding voor de revolutie was de onrust en onvrede onder de Portugese bevolking. Er bestond vooral onvrede over het republikeinse bewind in Lissabon en de corruptie onder de politici en heersende elite. Terwijl de elite er een weelderig bestaan op na hield (de leiders leefden in ruime villa's en reisden op en neer van Lissabon naar Parijs; in de laatste stad belegden ze hun geld op de beurs) ontvingen arbeiders en ambtenaren hun salaris niet. Verkiezingen werden tijdens de Eerste Republiek vervalst (sommige kandidaten ontvingen stemmen van kiezers die al lang geleden waren overleden). Tijdens de 16 jaar dat de Eerste Republiek bestond waren er vierenveertig kabinetten. Voortdurende partijtwisten ondermijnden het moreel van het volk en haar vertrouwen in de politiek. Kortom, de oorspronkelijke bedoeling van republikeinen om een democratische republiek te stichten was op niets uitgelopen.
Al in 1915 en in 1917 waren er militairen aan de macht in Portugal, zij het van korte duur. Hun pogingen een dictatuur te creëren liep op niets uit. Het was duidelijk dat de militaire leiding (voor het grootste deel bestaande uit monarchisten en voor een deel uit republikeinen die de regering niet welgezind waren) tot de vijanden van het bewind behoorden. In 1925 ondernamen een aantal officieren een mislukte staatsgreep. Toen zij later voor de rechtbank verschenen zei generaal Carmona, afgevaardigde van het openbaar ministerie: Deze mensen moeten worden vrijgelaten, ons land is ziek, zij hebben het willen redden.

## Staatsgreep en de revolutie

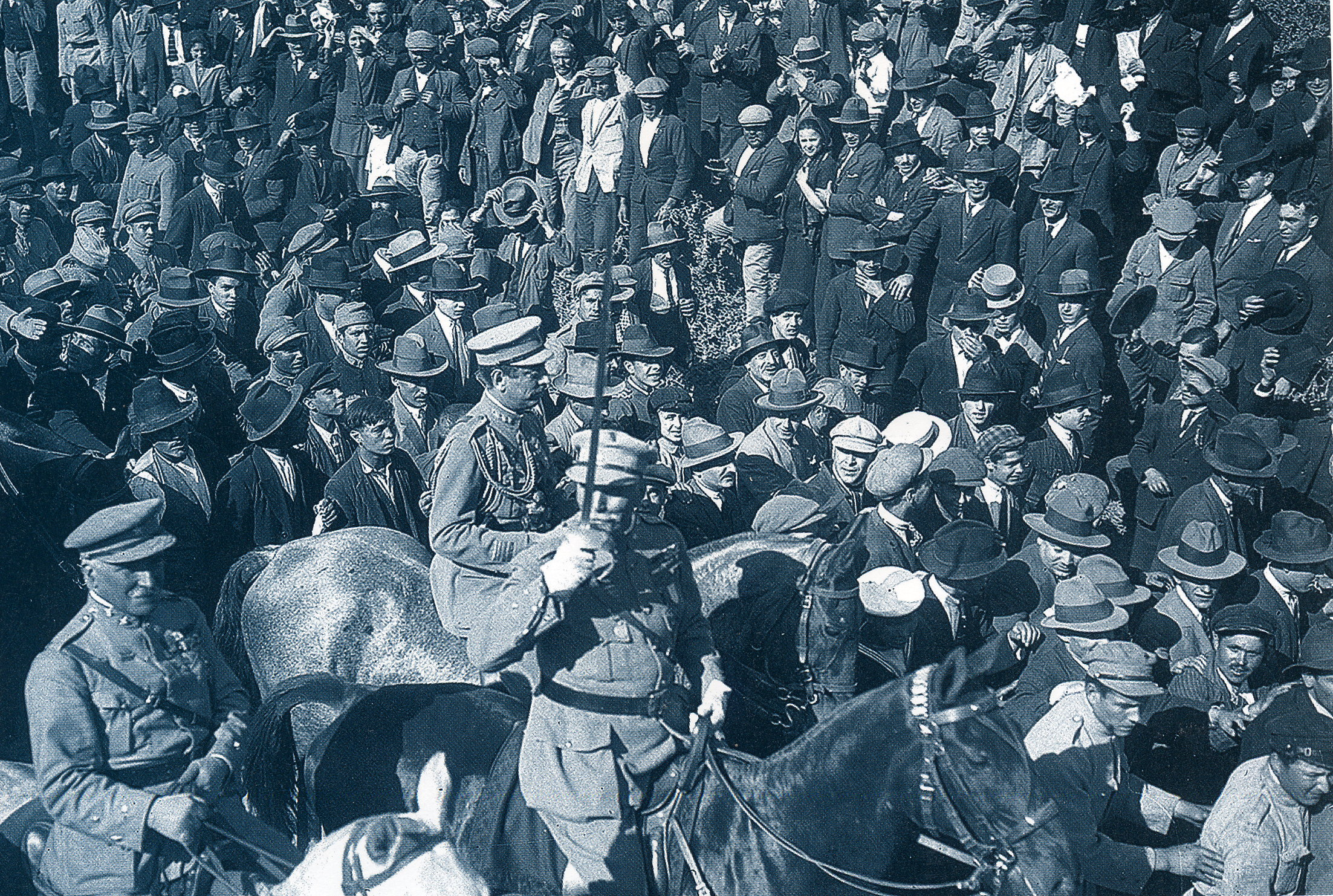
Generaal Gomes da Costa tijdens een defilé in Lissabon, 6 juni 1926

Op 27 mei 1926 vaardigde generaal Manuel de Oliveira Gomes da Costa in Braga de volgende proclamatie uit: Portugezen! Voor mannen met een gevoel voor eigenwaarde en eer is de politieke toestand van ons land onduldbaar. Te wapen, Portugal, voor de vrijheid en eer der natie.
Op 28 mei trokken generaal Gomes da Costa en zijn mannen richting Lissabon. Steeds meer Portugezen sloten zich bij de militairen aan. Iets wat aanvankelijk de zoveelste staatsgreep leek, werd een ware volksrevolutie. Op 31 mei trok men Lissabon binnen. Zonder slag of stoot verliep de revolutie. President Bernardino Machado trad af en op 9 juni werd de Nationale Vergadering (parlement) ontbonden. Al op 2 juni werd een van de leiders van de opstand, marineofficier José Mendes Cabeçadas Júnior, een republikein en de man die als commandant van de Adamastor in 1910 opdracht gaf het koninklijk paleis te bombarderen, president en premier. Op 19 juni werd hij alweer vervangen door generaal Gomes da Costa die president en premier werd. Deze laatste bleef ook maar korte tijd staatshoofd en regeringsleider. Generaal António Óscar Carmona, lid van de junta en regering, pleegde op 9 juli 1926 een soort interne coup en riep zichzelf uit de president en premier. Gomes da Costa werd min of meer naar de Azoren verbannen en beloond met de maarschalkstitel. Carmona riep de Ditadura Nacional (Nationale Dictatuur) uit.
President Carmona en de heersenden junta en regering (voornamelijk bestaande uit militairen) bleken er al net zo'n chaos van te maken als leiders van de Eerste Republiek. Vooral het feit dat het land bijna bankroet was baarde zorgen. Al in juni 1926 verzocht de toenmalige president Gomes da Costa hoogleraar financiën prof. António de Oliveira Salazar het ministerschap van Financiën op zich te nemen en de staatsschuld te saneren. Het feit dat Salazar dictatoriale volmachten eiste (die veel verder gingen dan nodig waren in een crisissituatie) en niet verkreeg, betekende Salazars ontslag. In 1928 verzocht president Carmona Salazar opnieuw minister te worden. Opnieuw vroeg hij volmachten. De financiële situatie van Portugal was toen zo slecht, dat Carmona toestemde en Salazar tot minister van Financiën benoemde. Langzaam maar zeker trok Salazar steeds meer macht naar zich toe en werd dictator (1930). In 1932 werd hij premier en stelde een nieuwe grondwet samen, en de Estado Novo (Nieuwe Staat) was een feit (1933). De grondwet maakte van Portugal een corporatieve republiek met Salazar als dictator. Generaal Carmona bleef president, maar bezat verder geen macht. Met de komst van de Estado Novo kwam er een einde aan de Ditadura Nacional.
De volgende volksopstand in Portugal vond in 1974 plaats toen het leger samen met het volk een einde maakte aan de dictatuur met de Anjerrevolutie.

## Leiders
Hieronder de lijst van leiders van de revolutie:
- Generaal Manuel de Oliveira Gomes da Costa (1863-1929): Garnizoenscommandant te Braga tijdens de revolutie. Riep de bevolking van Portugal in een proclamatie op om de regering in Lissabon omver te werpen.
- Generaal António Óscar Carmona (1869-1951): Minister van Defensie in 1923, werd in 1926 president van Portugal en benoemde in 1928 Salazar tot minister van Financiën.
- Commandant José Mendes Cabeçadas Júnior (1883-1965): Republikein en vrijmetselaar. Gaf in 1910, tijdens de Portugese revolutie, als commandant van de Adamastor de opdracht tot het beschieten van het koninklijk paleis. Hielp dus mee bij de oprichting van de republiek. Nam actief deel aan de Revolutie van de 28ste Mei en werd daarna president en premier. Hij wilde een republiek zonder de corrupte Democratische Partij. In juni 1926 aan de kant geschoven, daarna actief oppositieleider.